# Кевін Митник
Кевін Девід Митник (англ. Kevin David Mitnick; 6 серпня 1963, Лос-Анджелес, Каліфорнія — 16 липня 2023, Лас-Вегас, Невада) — знакова фігура у сфері інформаційної безпеки. Консультант з комп'ютерної безпеки, автор і колишній комп'ютерний хакер. Наприкінці XX століття був показово визнаний винним в різних комп'ютерних і комунікаційних злочинах.

## Життєпис

### Дитинство та автобуси Лос-Анджелеса
Митник народився 1963 року в США. Його батько покинув сім'ю, коли Кевіну було 3 роки. Мати з сином переїхала до Лос-Анджелеса, де вона влаштувалася працювати офіціанткою в пивному барі. Залишений напризволяще Кевін не нудьгував: майже щодня, замість того щоб іти до школи, на кишенькові гроші вирушав у подорож вулицями великого міста, досліджуючи нові райони.

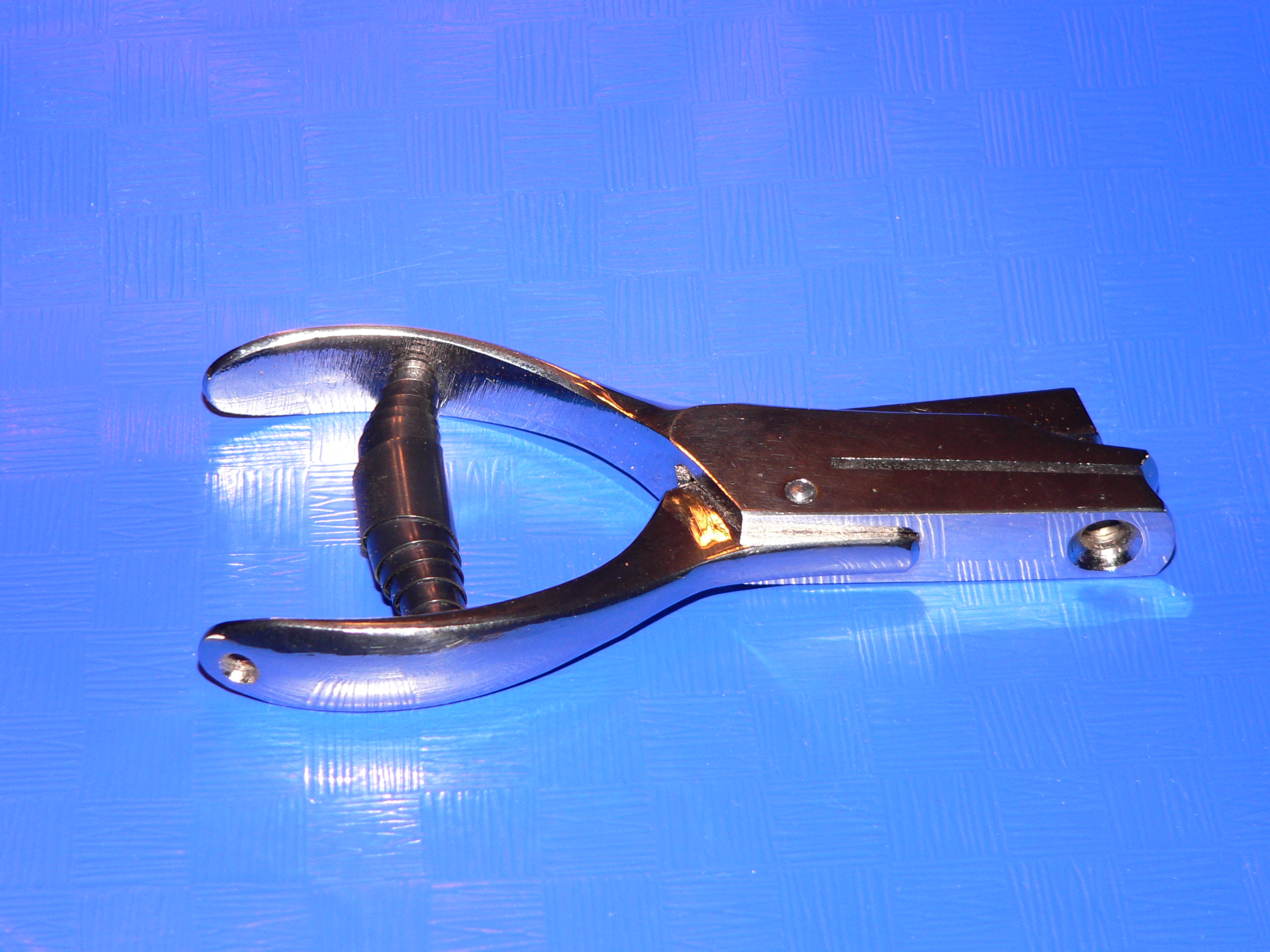
Ручний компостер

Бажання подорожувати автобусами досхочу спонукає Кевіна з'ясувати, як працює квиткова система. Застосовуючи соціальну інженерію він дізнається від водіїв, як з дірочок, вибитих на квитку, за допомогою ручного компостера, можна «прочитати» дату та маршрут поїздки. Також він дізнається, де можна придбати особливий компостер. Окрім цього, Кевін спостерігає, що невикористані квитки водії викидають у смітники, розташовані біля автобусних терміналів. Підробка квитків дозволила 12-річному Кевінові безоплатно подорожувати всією великою Лос-Анджельською долиною.
У старших класах школи однокласник знайомить Митника з фрікінгом. Кевін вивчає роботу телефонних станцій, навчається здійснювати безоплатні дзвінки. Одна з його улюблених забавок — підміна класу телефону свого товариша з фрікінгу, — під час дзвінка з домашнього телефону лунала вимога вкинути 10 центів.
Наприкінці 1979 року Митник здійснює перше серйозне правопорушення. Він отримує несанкціонований доступ до комп'ютерної мережі Digital Equipment Corporation (DEC) та зламує The Ark — комп'ютерну систему DEC, у середовищі якої розробляли програмне забезпечення для їхньої операційної системи RSTS/E. Митник зателефонував системному адміністраторові, назвався провідним розробником і переконав надати йому доступ до RSTS/E. Після цього незаконно скопіював програмне забезпечення. За цей злочин його було звинувачено й засуджено 1988 року. Митник отримав 12 місяців умовного ув'язнення та три роки під наглядом, без права користуватися комп'ютером і телефоном. Наприкінці трирічного терміну Митник зламав комп'ютери голосової пошти Pacific Bell, через що згодом переховувався від правосуддя два з половиною роки.

### Арешт, засудження та ув'язнення
За даними міністерства юстиції США, Митник, коли був утікачем, отримав несанкційований доступ до десятків комп'ютерних мереж. Він клонував стільникові телефони, щоб приховати своє розташування, копіював цінне програмне забезпечення деяких великих стільникових і комп'ютерних компаній США. Митник був затриманий 15 лютого 1995 в місті Ролі, штат Північна Кароліна. Під час затримання поліція виявила клоновані стільникові телефони, понад 100 електронних кодів до стільникових телефонів, а також підроблені документи, що засвідчують особу.
Кевіну було висунуто 23 звинувачення в шахрайстві з використанням комп'ютерних систем. Але більшість звинувачень було знято. В 1999 році Митник був засуджений до 46 місяців ув'язнення та ще 22 місяців за порушення умов випробувального терміну, який він отримав 1989 року.
Митник провів п'ять років у в'язниці — чотири з половиною роки досудове слідство та вісім місяців в карцері — тому що, як пише Митник, обвинувач переконав суддю, що Митник міг «почати ядерну війну, за допомогою телефонного дзвінка».
Кевін був звільнений 21 січня 2000 року. Потім ще протягом трьох років діяла заборона використовувати будь-які комунікаційні засоби, окрім стаціонарного телефону. Митник оскаржив це рішення в суді, і зрештою домігся отримати право на доступ до Інтернету. Також, згідно з угодою про визнання провини, Митнику заборонялося отримувати прибуток від фільмів або книг, які засновані на його злочинній діяльності, протягом семи років.
Митник працював радником з питань комп'ютерної безпеки в Mitnick Security Consulting.

### Смерть
59-річний Кевін Девід Мітник помер 16 липня 2023 року, від раку підшлункової залози. На момент смерті, його дружина, Кімберлі Митник (англ. Kimberley Mitnick), була вагітна їхньою першою дитиною.